# Liste der Bodendenkmäler in Frechen
Die Liste der Bodendenkmäler in Frechen enthält die denkmalgeschützten unterirdischen baulichen Anlagen, Reste oberirdischer baulicher Anlagen, Zeugnisse tierischen und pflanzlichen Lebens und paläontologischen Reste auf dem Gebiet der Stadt Frechen im Rhein-Erft-Kreis in Nordrhein-Westfalen (Stand: Januar 2021). Diese Bodendenkmäler sind in Teil B der Denkmalliste der Stadt Frechen eingetragen; Grundlage für die Aufnahme ist das Denkmalschutzgesetz Nordrhein-Westfalen (DSchG NRW).
| Bild | Bezeichnung                                                                                           | Lage                                        | Beschreibung | Bauzeit | Eingetragen seit      | Denkmal- nummer |
| ---- | --- | ------------------------------------------- | ------------ | ------- | --------------------- | --------------- |
|      | Töpferöfen Sternengasse                                                                               | Sternengasse 15                             |              |         | 09.03.1983            | 1               |
|      | Rittergut Haus Vorst                                                                                  | Frechen                                     |              |         | 10.07.1985            | 2               |
|      | Friedhof bei Pfarrkirche St. Mauritius                                                                | Bachem Fürstenbergstraße                    |              |         | 06.07.1984            | 3               |
|      | Haus Bitz                                                                                             | Mauritiusstr. 104                           |              |         | 21.02.1983            | 4               |
|      | Judenfriedhof                                                                                         | Frechen Dr.-Schultz-Str./Herbertskaul       |              |         | 02.04.1985            | 5               |
|      | Quellfassung Klingelpütz                                                                              | Königsdorf                                  |              |         | 10.01.1986            | 6               |
|      | Friedhof/Alte Pfarrkirche St. Ulrich                                                                  | Buschbell Ulrichstr.                        |              |         | 06.05.1986            | 7               |
|      | Klosterhof Königsdorf                                                                                 | Königsdorf Sebastianusstr.                  |              |         | 10.06.1986/04.08.1986 | 8 I–IV          |
|      | Aegidiuskapelle/Baumannshof                                                                           | Frechen Kapellenstr. 42                     |              |         | 25.09.1986            | 9               |
|      | Ruine Haus Hemmerich                                                                                  | Frechen Bachemer Str.                       |              |         | 13.10.1986            | 10              |
|      | Feldhof                                                                                               | Bachem Schloßstr.                           |              |         | 16.10.1986            | 11              |
|      | Burg Bachem                                                                                           | Bachem Schloßstr. und Lahnstr.              |              |         | 16.10.1986            | 12              |
|      | 2 Keramikbrennöfen Broichgasse                                                                        | Frechen Broichgasse 1                       |              |         | 13.01.1987            | 13              |
|      | Römischer Straßendamm                                                                                 | Königsdorf                                  |              |         | 28.01.1987            | 14              |
|      | Töpferofen                                                                                            | Frechen Alte Str. 141                       |              |         | 01.08.1989            | 15              |
|      | Grundstück                                                                                            | Frechen Hauptstr. 90                        |              |         | 23.05.1990            | 16              |
|      | Grundstück                                                                                            | Frechen Antoniterstr. 12                    |              |         | 04.10.1990            | 17              |
|      | Blindgasse                                                                                            | Frechen                                     |              |         | 22.11.1990            | 18              |
|      | 3 Töpferöfen im Ensemble                                                                              | Frechen Hauptstr.3-7 u. 7 a                 |              |         | 10.06.1991            | 19              |
|      | Grundstück                                                                                            | Frechen Alte Str. 83-85                     |              |         | 03.07.1991            | 20              |
|      | 2 Keramikbrennöfen                                                                                    | Frechen Hauptstr. 68                        |              |         | 29.09.1992            | 21              |
|      | 2 Keramikbrennöfen                                                                                    | Frechen Hauptstr. 70                        |              |         | 08.12.1992            | 22              |
|      | Töpferöfen/Scherbenlager, Zeitstellung: mittelalterlich/früh- neuzeitlich                             | Frechen Mühlenbach/Franzstr./Peterstraße    |              |         | 28.11.1994            | 23              |
|      | Töpferöfen/Scherbenlager, Zeitstellung: mittelalterlich/früh- neuzeitlich                             | Frechen Peterstr. 9                         |              |         | 28.11.1994            | 24              |
|      | Reste der mittelalterlich/neuzeitlichen Töpfereisiedlung Frechen                                      | Frechen Dr.-Tusch-Str. 13/Alte Str. 145-149 |              |         | 02.03.1999            | 25              |
|      | Reste der mittelalterlich/neuzeitlichen Töpfereisiedlung Frechen                                      | Frechen Alte Str. 67 – 73                   |              |         | 30.12.1999            | 26              |
|      | Römische Zisterne, Absetzbecken, Zu- und Abläufe inkl. Sicherheitsabstand von 3 m um das Bodendenkmal | Königsdorf In der Widdau                    |              |         | 09.08.2006            | 27              |
|      | Reste der mittelalterlich/neuzeitlichen Töpfereisiedlung Frechen                                      | Frechen Franzstraße/Mühlengasse             |              |         | 03.02.2009            | 28              |
|      | Reste der mittelalterlich/neuzeitlichen Töpfereisiedlung Frechen                                      | Frechen Alte Str. 163                       |              |         | 05.02.2009            | 29              |
|      | Teil der mittelalterlichen Töpfereisiedlung Frechen                                                   | Frechen An der Synagoge 11-13 und 4238      |              |         | 14.04.2011            | 30              |
|      | Teil der mittelalterlichen Töpfersiedlung Frechen                                                     | Frechen Ahrendgäßchen 5                     |              |         | 07.08.2015            | 31              |
|      | Quellfassung Klingelpütz                                                                              | Königsdorf                                  |              |         | 09.11.2017            | 32              |
|      | Klosterteiche Königsdorf                                                                              | Königsdorf                                  |              |         | 09.11.2017            | 33              |
|      | Zwei Töpferöfen Bachem                                                                                | Bachem Kreuzstraße 6-8                      |              |         | 27.06.2019            | 34              |